# Lockdown (2011)
Lockdown (2011) foi um evento em formato pay-per-view produzido pela Total Nonstop Action Wrestling, ocorreu no dia 17 de abril de 2011 no U.S. Bank Arena na cidade de Cincinnati, Ohio. Esta foi a sétima edição da cronologia do Lockdown.

## Antes do evento
Lockdown teve lutas de wrestling profissional envolvendo diferentes lutadores com rivalidades e storylines pré-determinadas que se desenvolveram no iMPACT! — programa de televisão da Total Nonstop Action Wrestling (TNA). Os lutadores interpretaram um vilão ou um mocinho seguindo uma série de eventos para gerar tensão, culminando em várias lutas.

## Resultados
| #                              | Lutas | Estipulação | Tempo |
| ------------------------------ | --- | --- | ----- |
| Pré-show                       | Brother Devon derrotou Anarquia | Steel cage match | 02:30 |
| 1                              | Max Buck derrotou Robbie E, Chris Sabin, Jay Lethal, Amazing Red, Jeremy Buck, Suicide, Alex Shelley e Brian Kendrick                                    | Xscape match para definir o desafiante nº um pelo TNA X Division Championship                                                                          | 13:33 |
| 2                              | Ink Inc. (Jesse Neal e Shannon Moore) derrotaram The British Invasion (Douglas Williams e Magnus), Crimson & Scott Steiner e Eric Young & Orlando Jordan | Four way tornado tag team steel cage match | 08:51 |
| 3                              | Mickie James derrotou Madison Rayne (c) | Steel cage Hair vs. Title match pelo TNA Knockouts Championship                                                                                        | 00:36 |
| 4                              | Samoa Joe derrotou D'Angelo Dinero | Steel cage match | 10:25 |
| 5                              | Matt Morgan derrotou Hernandez (com Mexican America) | Steel cage match | 08:13 |
| 6                              | Jeff Jarrett (com Karen Jarret) derrotou Kurt Angle por 2 - 1 - Angle 1 - 0 Jarrett (04:54) - Jarrett 1 - 1 Angle (11:27) - Jarrett 2 - 1 Angle (22:37)  | "Ultra Male Rules" Two out of Three Falls steel cage match: - Fall one: Submission match - Fall two: Pinfalls only match - Fall three: Escape the cage | 22:37 |
| 7                              | Sting (c) derrotou Rob Van Dam e Mr. Anderson | Steel cage match pelo TNA World Heavyweight Championship                                                                                               | 07:55 |
| 8                              | Fortune (James Storm, Kazarian e Robert Roode) e Christopher Daniels derrotaram Immortal (Abyss, Bully Ray, Matt Hardy e Ric Flair)                      | Lethal Lockdown match | 22:52 |
| (c) - Campeões antes das lutas | | |       |